# مايك هالبرت
مايك هالبرت (بالإنجليزية: Mike Hulbert)‏ هو لاعب غولف أمريكي، ولد في 14 أبريل 1958 في إلميرا في الولايات المتحدة.

## وصلات خارجية
- مايك هالبرت على موقع رابطة لاعبي الغولف المحترفين (الإنجليزية)
- مايك هالبرت على موقع التصنيف العالمي الرسمي للغولف (الإنجليزية)